# Ákos Hadházy
Ákos Ányos Hadházy (maďarsky Hadházy Ákos Ányos; * 4. března 1974, Debrecen) je maďarský veterinář a politik, původně za pravicovou stranu Fidesz, později za zelené hnutí LMP, od roku 2018 nestraník.

## Biografie
Narodil se v roce 1974 ve městě Debrecen v tehdejší v tehdejší Maďarské lidové republice (MLR). Středoškolské studium absolvoval na Leőwey Klára Gimnázium ve městě Pécs, následně získal roku 1998 diplom na Veterinární univerzitě (Állatorvostudományi Egyetem) v Budapešti. V roce 2001 začal pracovat jako veterinář na Klinice malých zvířat v Szekszárdu. Od roku 2009 řídí jako majitel Centrální veterinární nemocnici (Központi Állatkórházat) v Szekszárdu.

### Politická kariéra
Svou politickou kariéru započal v roce 2004 vstupem do tehdy opoziční pravicové strany Fidesz – Maďarská občanská unie, za kterou byl v komunálních volbách na podzim 2006 zvolen do zastupitelstva města Szekszárd. V komunálních volbách na podzim 2010 byl opětovně zvolen.
V roce 2013 ze strany Fidesz vystoupil a stal se členem zeleného hnutí Politika může být jiná (LMP). V červenci 2016 byl spolupředsedou hnutí LMP. V září téhož roku se stal poslancem Zemského sněmu jako nástupce za Andráse Schiffera, který z mandátu odstoupil.
V září 2017 vystoupil při zasedaní parlamentu s ostrou kritikou vůči představitelům Zemské romské samosprávy (ORÖ), kteří podlě něj rozkradli většinu vládou poskytnutých finančních prostředků z programu pro zvýšení zaměstnanosti Romů s názvem Most do světa práce (maďarsky Híd a munka világába).
Dne 14. dubna 2018 se během rozhovoru dostal do střetu se stranickým kolegou Róbertem Benedekem Sallaiem, který se ho pokusil uhodit. Při potyčce se Hadházyho židle převrátila, v důsledku čehož sám Hadházy narazil hlavou do radiátoru a na několik okamžiků ztratil vědomí.
Z postu ve vedení hnutí odstoupil po porážce v parlamentních volbách v květnu 2018. V červnu téhož roku hnutí Politika může být jiná opustil a nadále působil jako nezávislý poslanec.
V parlamentních volbách v roce 2022 kandidoval jako nestraník s podporou levicové koalice Společně pro Maďarsko (DK−Jobbik−LMP−Momentum−MSZP−PM) v jednomandátovém volebním obvodu č. 8 v Budapešti (tj. XIV. městský obvod), kde byl se ziskem 54,09% odevzdaných hlasů zvolen nezávislým poslancem Zemského sněmu s mandátem do roku 2026. Jelikož se však z vlastní vůle odmítl účastnit plenárního zasedání parlamentu a ani nesložil poslanecký slib, nemohl funkci poslance vykonávat. Poslanecký slib složil až půl roku po volbách dne 10. října 2022.

## Soukromý život
Je ženatý, má tři syny a jednu dceru. 
Vedle rodné maďarštiny hovoří také anglicky a německy. 